# Trốn sang Ai Cập

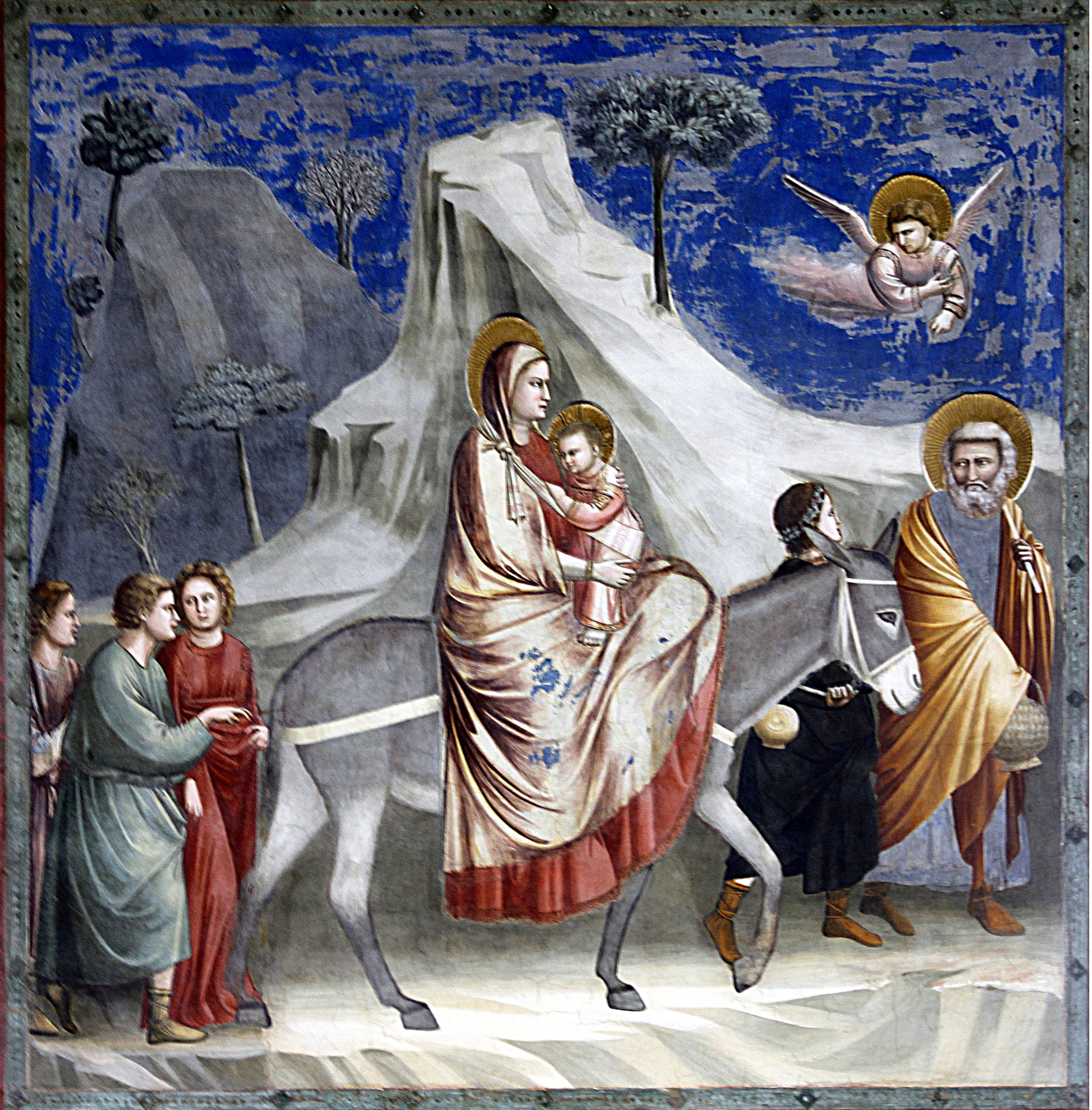
Trốn sang Ai Cập bởi Giotto di Bondone (1304-06, Nhà thờ Scrovegni, Padua)

Trốn sang Ai Cập là một sự kiện được ghi chép trong Phúc Âm Mátthêu (Mt 02:13 - 23) kể về việc Giuse với vợ là Maria và con trẻ sơ sinh là Giêsu trốn sang Ai Cập, sau khi được thiên thần báo tin rằng vua Hêrôđê đang tìm cách giết con trẻ mới sinh ra.

Trốn sang Ai Cập, tranh vẽ của Giambattista Tiepolo, treo ở nhà thờ Capelle di Sant'Atanasio ở Venice

Đây là phần nối tiếp của câu chuyện các nhà đạo sĩ từ Phương Đông đi tìm kiếm Chúa Giêsu, họ đến Jerusalem và hỏi vua Hêrôđê rằng "Vua dân Do Thái" mới được sinh ra đang ở đâu. Cảm thấy ngai vàng của mình bị một "Vua dân Do Thái" nào đó đe dọa, Hêrôđê đã tìm cách giết con trẻ này (2:1-8). Các đạo sĩ đó đã gặp được con trẻ Giêsu nhưng không quay trở lại báo cho mình biết đứa bé ở đâu, Hêrôđê đã khởi đầu một cuộc thảm sát những trẻ nhỏ vô tội từ hai tuổi trở xuống tại Bethlehem và vùng lân cận, với hy vọng giết chết được con trẻ mới sinh (Mt 02:16 - Mt 02:18).
Nhưng một thiên thần đã xuất hiện cảnh báo Giuse và yêu cầu mang Chúa Giêsu và Mẹ ngài trốn sang Ai Cập (Mt 02:13). Ai Cập là một nơi hợp lý để trú ẩn, vì nó đã nằm ngoài lãnh địa của vua Hêrôđê, nhưng cả Ai Cập và Palestine đều là một phần của đế chế La Mã nên việc đi lại của gia đình Giuse là dễ dàng và tương đối an toàn.
Hành trình sang Ai Cập ít nhất cũng phải mất 10 ngày. Không có tài liệu lịch sử nào cho biết họ đã đi bằng con đường nào, có thể là đường thông thường xuyên qua Hêbrôn, đường Eleutheropolis và Gaza, đường quân sự Gióppê. Cũng không có căn cứ nào cho biết gia đình Giuse đã sống ở Ai Cập trong thời gian bao lâu chỉ biết là đến khi vua Hêrôđê băng hà thì sứ thần truyền tin cho Giuse: "trỗi dậy đưa hài nhi và mẹ người quay trở về Itraen" (Mt 2:22-23). Trong thời gian này, bà Maria hoàn toàn giữ lời vâng phục Giuse như người vợ đối với người trưởng gia đình.
Trốn sang Ai Cập là phần cuối cùng liên quan đến sự Giáng sinh của Chúa Giêsu.

Tranh vẽ của Gentile da Fabriano năm 1423